# Parafia śś. Apostołów Piotra i Pawła w Kamieńcu
Parafia śś. Apostołów Piotra i Pawła w Kamieńcu – rzymskokatolicka parafia znajdująca się w diecezji pińskiej, w dekanacie brzeskim, na Białorusi.

## Historia
Kościół katolicki w Kamieńcu Litewskim wzniesiono w 1723 kosztem Grzegorza Giżyckiego. Co najmniej od XIX w. parafia należy do dekanatu brzeskiego. W 1882 liczyła 2068 wiernych i posiadała kaplicę filialną w Kapustyczach, a wcześniej również w Chodosach.
Drewniany kościół spłonął w nocy z 24 na 25 czerwca 1924 w wyniku uderzenia pioruna. W 1925 zbudowano nową, obecną świątynię.

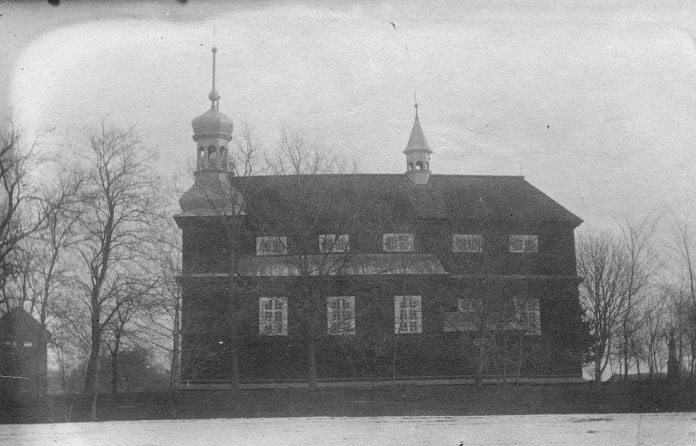
Poprzedni kościół (1921)
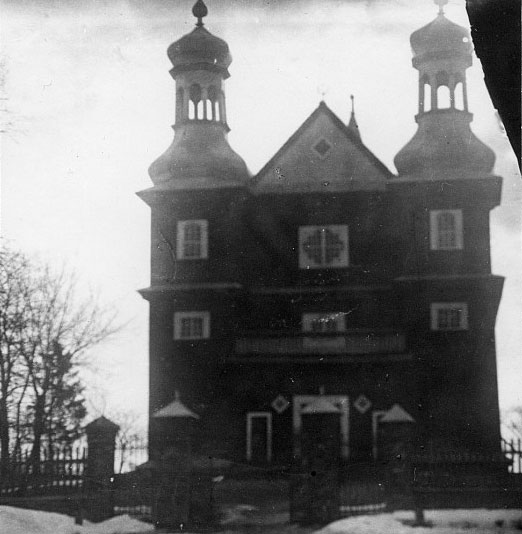
Poprzedni kościół (1921)